# Dahlem, Lüneburg
Dahlem là một đô thị của huyện Lüneburg, bang Niedersachsen, Đức. Đô thị này có diện tích 16,99 km². Dahlem có dân số 527 người (thời điểm ngày 31 tháng 12 năm 2007).